# Guillem de Ribes
Guillem de Ribes (a vegades se'l cita com a Guillem I de Ribes), va néixer aproximadament el 1140. Fou un trobador i senyor del castell de Ribes (Sant Pere de Ribes), encara que no en qualitat de propietari, sinó que l'usdefruità, perquè els seus nebots, fills del seu germà Arnau II de Ribes, eren menors d'edat. Durant aquesta època va destacar per la seva intervenció en un plet sobre Miralpeix.
No es conserva res de la seva labor literària. Però surt esmentat en una sàtira literària de Peire d'Alvernha:
| E·N Guillems de Ribas lo quins, qu'es malvatz defors e dedins, e ditz totz sos vers raucamen, per que es avols sos retins, e'atretan se'n fari'us chins; e l'uoil semblan de vout d'argen. |